# Голубичі
Го́лубичі — село в Україні, у Ріпкинській селищній громаді Чернігівського району Чернігівської області. Населення становило 445 осіб у 2023 році. До 2020 орган місцевого
самоврядування — Голубицька сільська рада.

## Історія
Село входило до складу Роїської сотні Чернігівського полку Гетьманщини до 1781 року. Колишнє державне та власницьке село при річці Свіпа, станом на 1885 — 142 особи, 63 двори, діяли православна церква, був постоялий будинок. Входило до Ріпицької волості — історична адміністративно-територіальної одиниці Городнянського повіту Чернігівської губернії з центром у містечку Ріпки.
12 червня 2020 року, відповідно до розпорядження Кабінету Міністрів України № 730-р «Про визначення адміністративних центрів та затвердження територій територіальних громад Чернігівської області», увійшло до складу Ріпкинської селищної громади.
19 липня 2020 року, в результаті адміністративно - територіальної реформи та ліквідації Ріпкинського району, село увійшло до складу Чернігівського району Чернігівської області.

## Населення

### Мова
Розподіл населення за рідною мовою за даними перепису 2001 року:
| Мова       | Кількість | Відсоток |
| ---------- | --------- | -------- |
| українська | 649       | 96.01%   |
| російська  | 24        | 3.55%    |
| румунська  | 2         | 0.30%    |
| білоруська | 1         | 0.14%    |
| Усього     | 676       | 100%     |

## Господарство
Діють Фінансова група «СОІ», Селянське (фермерське) господарство «Чайка». Вид діяльності: вирощування зернових та технічних культур.
Функціонує Селянське (фермерське) господарство «Україна». Вид діяльності: вирощування зернових культур.

## Транспорт

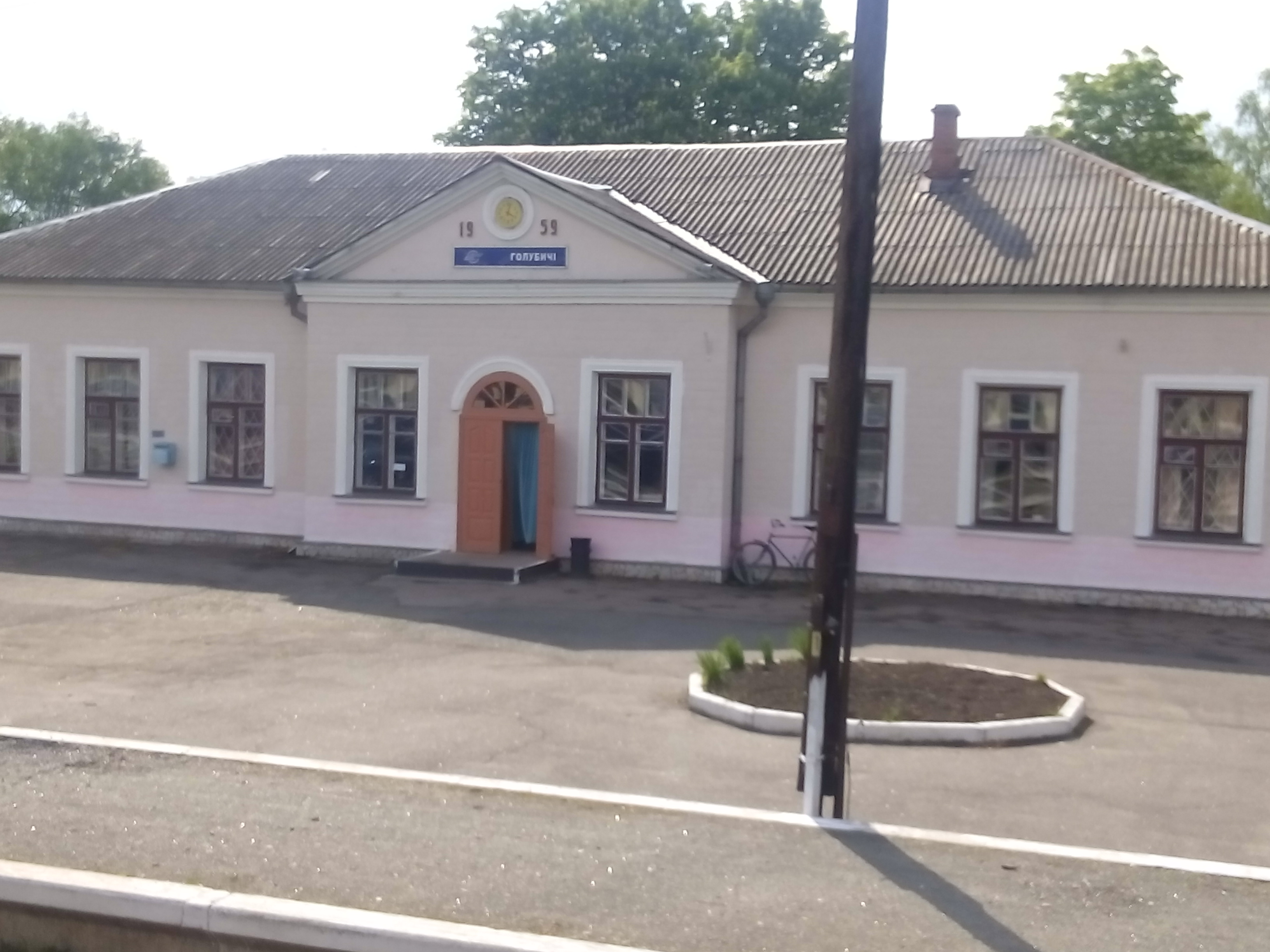
Залізнична станція Голубичі

Через західну частину села проходить автошлях територіального значення  Чернігів — Ріпки, яким здійснюється автобусне сполучення.
На захід від села розташована залізнична станція Голубичі. Фактично вона знаходиться на околицях Ріпок.

## Відомі особи
- Красножон Гаврило — приписний козак Ройської сотні Чернігівського полку, був у походах під Руголевом (1700), у Польщі (1706), під Замостем (1724).
- Олекса́ндр Тищи́нський (*1835—1896) — громадсько-політичний діяч і журналіст. Випускник Тартуського університету;
- Попова Валентина Дмитрівна - українська науковиця, кандидат економічних наук (1999), доцент (2005), відмінник освіти України, Заслужений вчитель України (1998).